# Miloš Lintner
Miloš Lintner (* 3. června 1953) je bývalý slovenský fotbalista, obránce. Po skončení aktivní kariéry působí jako trenér na regionální úrovni. Jeho synem je slovenský hokejista Richard Lintner.

## Fotbalová kariéra
V československé lize hrál za Jednotu Trenčín a ZŤS Petržalka. V československé lize nastoupil ve 121 utkáních, v kterých odehral 8 720 minut a dal 7 gólů. Dále hrál i za Komárno a Bánovce nad Bebravou.

## Ligová bilance
| Ročník                                   | Zápasy | Góly | Minuty | Klub            |
| ---------------------------------------- | ------ | ---- | ------ | --------------- |
| 2. československá fotbalová liga 1974/75 | -      | -    | -      | Jednota Trenčín |
| 1. československá fotbalová liga 1975/76 | 18     | 0    | 1089   | Jednota Trenčín |
| 1. československá fotbalová liga 1976/77 | 22     | 4    | 1807   | Jednota Trenčín |
| 1. československá fotbalová liga 1977/78 | 19     | 0    | 1308   | Jednota Trenčín |
| 1. československá fotbalová liga 1978/79 | 24     | 1    | 1645   | Jednota Trenčín |
| 1. československá fotbalová liga 1979/80 | 26     | 2    | 1937   | Jednota Trenčín |
| 1. československá fotbalová liga 1981/82 | 12     | 0    | 934    | ZŤS Petržalka   |
| CELKEM 1. liga                           | 121    | 7    | 8720   |                 |